# Xaltipan, Xiutetelco
Xaltipan är en ort i Mexiko.   Den ligger i kommunen Xiutetelco och delstaten Puebla, i den sydöstra delen av landet, 190 km öster om huvudstaden Mexico City. Xaltipan ligger 2 137 meter över havet och antalet invånare är 739.
Terrängen runt Xaltipan är bergig. Runt Xaltipan är det ganska tätbefolkat, med 149 invånare per kvadratkilometer. Närmaste större samhälle är Teziutlan, 6,6 km norr om Xaltipan. I omgivningarna runt Xaltipan växer huvudsakligen savannskog.